# Karl Gerban
Karl Gerban (* 14. Juli 1961) ist ein vormaliger deutscher Fußballspieler.

## Sportlicher Werdegang
Gerban spielte in der Jugend der SG Wattenscheid 09. Während der Spielzeit 1979/80 rückte er unter Trainer Hubert Schieth beim seinerzeitigen Zweitligisten zeitweilig in den Profikader auf, beim 1:1-Auswärtsremis beim OSV Hannover am 29. Februar 1980 debütierte er als Einwechselspieler für Helmut Zyla im Profifußball. In der Folge lief er hauptsächlich in der Jugend- und Reservemannschaft des Klubs auf, erst in der Spielzeit 1982/83 konnte er sich unter Fahrudin Jusufi etablieren, als dieser beim seinerzeitigen Tabellenschlusslicht ihn anstatt des aufgrund einer am Vorspieltag gesehenen Roten Karte gesperrten Michael Henke beim 3:2-Erfolg gegen Liganeuling TuS Schloß Neuhaus am 15. Spieltag in die Startelf beorderte. Dort etablierte er sich und verpasste bis Saisonende nur zwei Spiele, als der Klub mit einem Punkt Vorsprung auf den vom FC Augsburg belegten besten Abstiegsplatz die Klasse hielt. Auch zu Beginn der folgenden Saison war er Stammkraft, ehe er verletzungsbedingt am 17. Spieltag bei einem 1:1-Remis gegen den SSV Ulm 1846 zugunsten von Norbert Elgert ausgewechselt wurde. Später kehrte er in die Startelf zurück, sah aber gegen Rot-Weiss Essen die Rote Karte und war fünf Spiele gesperrt. In den folgenden beiden Jahren konnte er sich nur zeitweise in der Profimannschaft halten, zunehmend lief er auch für die Amateurmannschaft auf. Dabei kam er im Dezember 1985 gegen den KSV Hessen Kassel zu seinem letzten von 89 Zweitligaspielen, sein einziges Profitor hatte er bereits im Oktober 1981 bei einer 2:4-Auswärtsniederlage bei Rot-Weiss Essen erzielt. Im Sommer 1986 schaffte er mit der Amateurmannschaft den Aufstieg in die Oberliga Westfalen, die bis zum erneuten Abstieg drei Jahre die Klasse in der dritthöchsten Liga halten konnte. Über den weiteren fußballerischen Karriereweg Gerbans liegen keine Daten vor.